# Herri Alderdi Sozialista Iraultzailea
Herri Alderdi Sozialista Iraultzailea (Partit Socialista Revolucionari Popular) més conegut com a HASI, que en basc significa començar, fou un partit polític il·legal basc, considerat generalment com el braç polític d'ETA. Sorgit el 1977 a partir de l'Euskal Herriko Alderdi Sozialista, formà part de l'anomenat Moviment d'Alliberament Nacional Basc i de la coalició electoral Herri Batasuna fins a la seva dissolució en els anys noranta. Els seus dirigents més destacats han estat Txomin Ziluaga, Santi Brouard, Iñaki Ruiz de Pinedo Undiano i Jokin Gorostidi.